# Casa Gótica (Santiago de Compostela)
A Casa Gótica, também chamado Casa do Rei Dom Pedro, é um palácio do século XIV situado no centro histórico de Santiago de Compostela, Galiza, Espanha, em frente à Igreja de São Martinho Pinário. Atualmente alberga o Museu das Peregrinações. É um dos raros exemplos de arquitetura civil do século XIV na cidade, embora só persistam vestígios góticos no rés de chão, na forma da porta ogival e de uma janela decorada, também ogival.
Embora a tradição popular associe o edifício ao rei Pedro I de Castela (r. 1350–1369), pode ter sido antes a residência de Fernando de Castro, representante desse monarca na Galiza. Nos século XVIII e XIX sofreu modificações de monta, que tornaram difícil a identificação dos elementos medievais. Supõe-se que faria parte de um conjunto maior, que ocupava toda a frente da Rua de S. Miguel. No primeiro andar tem uma janela geminada com arcos em ferradura sob um arco ogival decorado. O telhado é suportado por cachorros decorados. Nos anos 1950 estava em ruínas, o que levou a que fosse restaurado, tendo-se então remodelado a fachada, o telhado e a escadaria barroca do interior. Em 1974 o conjunto foi ampliado com a adição de um pátio interior ajardinado. Desde 1951 que é a sede do Museu das Peregrinações, que no entanto só abriu ao público com caráter permamente em 1996. As oito salas do museu mostram vários aspetos relacionados com o Caminho de Santiago e o culto ao santo ao longo dos tempos, a sua origem e a sua história.